# Chrząstka klinowata
Chrząstka klinowata, chrząstka Wrisberga (łac. cartilago cuneiformis, cartilago Wrisberg) – w anatomii człowieka mała, parzysta, niestale występująca chrząstka krtani, zbudowana z tkanki chrzęstnej sprężystej. Położona jest ku przodowi od chrząstki różkowatej w obrębie fałdu nalewkowo-nagłośniowego, w którym wytwarza wyniosłość – guzek klinowaty, inaczej guzek Wrisberga (tuberculum cuneiforme, tuberculum Wrisberg).
Nazwy eponimiczne upamiętniają niemieckiego anatoma Heinricha Augusta Wrisberga.